# Тонкий шрам на любимой попе
«То́нкий шра́м на люби́мой по́пе» — второй альбом проекта «Оркестр креольского танго» (сайд-проекта Андрея Макаревича), записанный в 2003 году. Основной автор песен — Марк Фрейдкин (некоторые на музыку Сергея Костюхина), исполнителями также выступили Максим Леонидов, Евгений Маргулис, Алёна Свиридова и Татьяна Лазарева.

## Список композиций
1. «Брассенс и Бернес» (М. Фрейдкин, исп. А. Макаревич)
2. «Универсальная песня на день рождения» (Ж.Брассенс — М. Фрейдкин, исп. А. Макаревич, М. Леонидов)
3. «Соседка» (М. Фрейдкин, исп. А. Макаревич, М. Леонидов)
4. «Печальный Шура» (С. Костюхин — М. Фрейдкин, исп. А. Свиридова, М. Леонидов)
5. «Тонкий шрам на любимой попе» (М. Фрейдкин, исп. А. Макаревич, М. Леонидов, Т. Лазарева)
6. «Песня про отца» (М. Фрейдкин, исп. Е. Маргулис)
7. «Песня про Машу и её сучку» (М.И. Глинка — М. Фрейдкин, исп. Андрей Макаревич)
8. «Бабушка Ревекка» (С. Костюхин — М. Фрейдкин, исп. М. Леонидов)
9. «Песня о всеобщей утрате девственности» (С. Костюхин — М. Фрейдкин, исп. А. Макаревич, М. Леонидов, Т. Лазарева)
10. «Вонючий скунс» (М. Фрейдкин, исп. А. Макаревич)

## Участники записи

### Оркестр креольского танго
- Е. Борец (рояль, клавиши)
- А. Антонов (скрипка)
- А. Бакхаус (аккордеон)
- А. Дитковский (труба)
- С. Хутас (контрабас)
- С. Остроумов (ударные)
- М. Клягин (гитара, мандолина)

## Критика
Альбом вызывал противоречивые отзывы критики: отдавая должное профессионализму участников «Оркестра креольского танго» и разнообразию музыкальных стилей, в которых аранжированы песни альбома, рецензенты отмечали сниженность эстетики текстов Марка Фрейдкина и констатировали, что они придутся по вкусу не всем. Один из критиков при этом заметил, что «проблема в глобальном — и сознательном — разрушении чувства стиля, смешении низкого и высокого. Это зачастую игра на грани фола, пародия, переходящая в пошлый фарс», и на этом фоне выделил «Песню про отца», исполненную Е. Маргулисом.